# Bmibaby

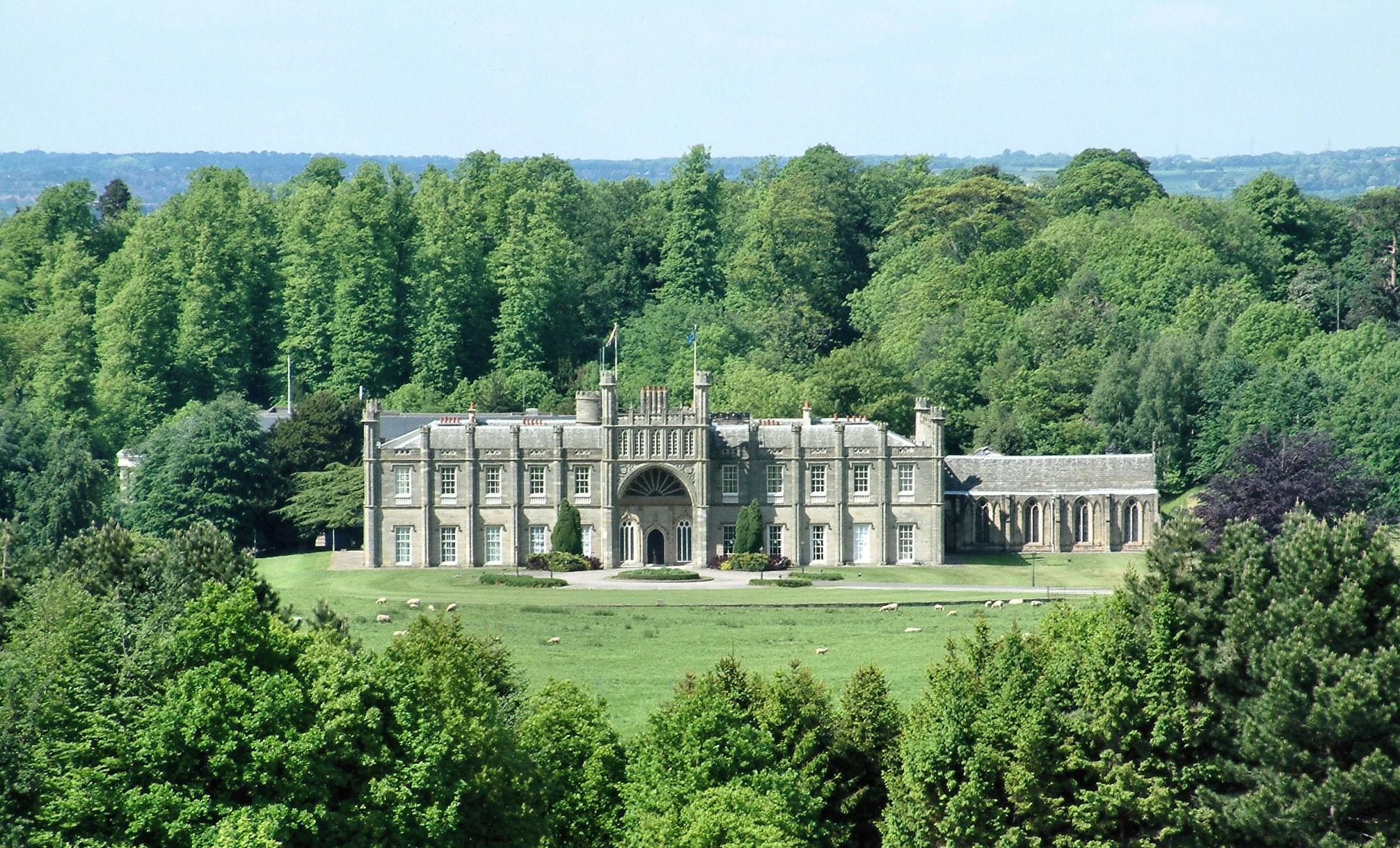
Donington Hall, la sede de bmibaby

Bmibaby era una aerolínea británica de bajo coste que operaba vuelos a destinos en el Reino Unido y Europa desde sus bases en el aeropuerto de Birmingham-West Midlands y el aeropuerto de East Midlands. Era una filial de British Midland International, propiedad al 100% de International Airlines Group (IAG). La sede de Bmibaby se encontraba en Castle Donington, al noroeste de Leicestershire, Inglaterra. 
Tras la adquisición de BMI y sus filiales por IAG en abril de 2012, el 3 de mayo de 2012 se anunció el cierre de Bmibaby en septiembre de 2012, y muchos vuelos dejaron de operar a partir del 11 de junio. El último vuelo de Bmibaby, de Málaga a East Midlands, operó el 9 de septiembre de 2012. 

## Historia
La aerolínea fue fundada el 24 de enero de 2002, iniciando sus operaciones dos meses después con un vuelo entre East Midlands y Málaga-Costa del Sol.
BMI Baby se diferencia del resto del mercado a través de sus anuncios, bajas tarifas, atención al cliente y página web. El sitio permite a los pasajeros realizar o modificar sus reservas en línea, consultar reservas anteriores y seleccionar sus asientos antes de facturar, aunque con un cargo extra.
A finales del otoño de 2006, la aerolínea anunció un importante programa de expansión en el Aeropuerto Internacional de Birmingham basado en el aumento del número de Boeing 737 con base en él de 5 a 8 y la introducción de 8 nuevas rutas. En febrero de 2007 fue añadido un noveno Boeing 737 y se elevó hasta 21 el número de rutas operadas desde Birmingham, convirtiéndose el aeropuerto principal de la aerolínea.
El 1 de marzo de 2007 la compañía presentó su nuevo sistema de servicios para viajeros de negocios cuyo lema es "solamente escoja lo que necesite" (Only choose what you need). Los viajeros de negocios pueden escoger dentro de un amplio rango de servicios como flexibilidad de reservas, acceso a salas VIP o facturación en línea pagando únicamente por aquello que disfruten. Asimismo la aerolínea anunció que los socios del Diamond Club de BMI ganarían kilometraje en los vuelos con bmibaby, si bien los miembros de los programas del resto de aerolíneas de Star Alliance no podrían. A diferencia de su aerolínea matriz, bmibaby no añade puntos en los aeropuertos, solamente lo hace en el momento de la reserva.
El 9 de septiembre de 2012 cesó operaciones después de más de una década de operaciones, realizando su último vuelo, el cual fue igual al primero que realizó, un Málaga-East Midlands.

## Destinos
BmiBaby volaba a los siguientes destinos antes de su cese:

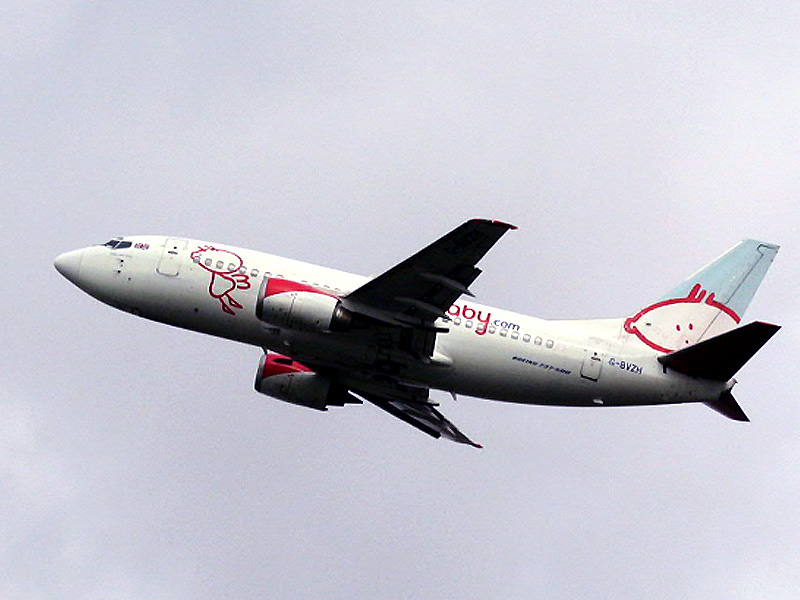
Boeing 737-500 G-BVZH de bmibaby despegando de Ámsterdam-Schiphol

| Países          | Destinos          | Aeropuertos                                            | Notas      |
| --------------- | ----------------- | ------------------------------------------------------ | ---------- |
| Alemania        | Colonia/Bonn      | Aeropuerto de Colonia/Bonn                             |            |
| Alemania        | Múnich            | Aeropuerto Internacional de Múnich-Franz Josef Strauss |            |
| Austria         | Salzburgo         | Aeropuerto de Salzburgo                                |            |
| Croacia         | Dubrovnik         | Aeropuerto de Dubrovnik                                |            |
| Dinamarca       | Copenhague        | Aeropuerto de Copenhague-Kastrup                       |            |
| España          | Alicante          | Aeropuerto de Alicante-Elche                           |            |
| España          | Almería           | Aeropuerto de Almería                                  | Estacional |
| España          | Barcelona         | Aeropuerto de Barcelona-El Prat                        |            |
| España          | Ibiza             | Aeropuerto de Ibiza                                    | Estacional |
| España          | Málaga            | Aeropuerto de Málaga-Costa del Sol                     |            |
| España          | Menorca           | Aeropuerto de Menorca                                  |            |
| España          | Murcia            | Aeropuerto de Murcia-San Javier                        |            |
| España          | Palma de Mallorca | Aeropuerto de Palma de Mallorca                        |            |
| Francia         | Burdeos           | Aeropuerto de Burdeos-Mérignac                         |            |
| Francia         | Chambéry          | Aeropuerto de Chambéry                                 |            |
| Francia         | Lourdes           | Aeropuerto de Tarbes-Lourdes-Pirineos                  |            |
| Francia         | Montpellier       | Aeropuerto de Montpellier-Méditerranée                 |            |
| Francia         | Niza              | Aeropuerto Internacional de Niza-Costa Azul            |            |
| Francia         | París             | Aeropuerto de París-Charles de Gaulle                  |            |
| Francia         | Perpiñán          | Aeropuerto de Perpiñán-Rivesaltes                      |            |
| Francia         | Saint-Louis       | Aeropuerto de Basilea-Mulhouse-Friburgo                |            |
| Francia         | Toulouse          | Aeropuerto de Toulouse-Blagnac                         |            |
| Gibraltar       | Gibraltar         | Aeropuerto de Gibraltar                                | Estacional |
| Grecia          | Corfú             | Aeropuerto Internacional de Corfú-Ioannis Kapodistrias |            |
| Irlanda         | Cork              | Aeropuerto de Cork                                     |            |
| Irlanda         | Dublín            | Aeropuerto de Dublín                                   |            |
| Irlanda         | Knock             | Aeropuerto de Knock                                    |            |
| Italia          | Alguer            | Aeropuerto de Alguer-Fertilia                          | Estacional |
| Italia          | Nápoles           | Aeropuerto de Nápoles-Capodichino                      | Estacional |
| Italia          | Roma              | Aeropuerto de Roma-Fiumicino                           |            |
| Italia          | Venecia           | Aeropuerto Internacional Marco Polo                    |            |
| Italia          | Verona            | Aeropuerto de Verona-Villafranca                       | Estacional |
| Jersey          | Jersey            | Aeropuerto de Jersey                                   |            |
| Malta           | La Valeta         | Aeropuerto Internacional de Malta                      | Estacional |
| Países Bajos    | Ámsterdam         | Aeropuerto de Ámsterdam-Schiphol                       |            |
| Portugal        | Faro              | Aeropuerto de Faro                                     |            |
| Portugal        | Lisboa            | Aeropuerto de Lisboa                                   | Estacional |
| Reino Unido     | Aberdeen          | Aeropuerto de Aberdeen                                 |            |
| Reino Unido     | Belfast           | Aeropuerto de la Ciudad de Belfast George Best         |            |
| Reino Unido     | Belfast           | Aeropuerto Internacional de Belfast                    |            |
| Reino Unido     | Birmingham        | Aeropuerto Internacional de Birmingham-West Midlands   | HUB        |
| Reino Unido     | Bournemouth       | Aeropuerto Internacional de Bournemouth                |            |
| Reino Unido     | Brístol           | Aeropuerto Internacional de Brístol                    |            |
| Reino Unido     | Cardiff           | Aeropuerto Internacional de Cardiff                    |            |
| Reino Unido     | Castle Donington  | Aeropuerto de East Midlands                            | HUB        |
| Reino Unido     | Edimburgo         | Aeropuerto de Edimburgo                                |            |
| Reino Unido     | Glasgow           | Aeropuerto Internacional de Glasgow                    |            |
| Reino Unido     | Londres           | Aeropuerto de Londres-Gatwick                          |            |
| Reino Unido     | Londres           | Aeropuerto de Londres-Stansted                         |            |
| Reino Unido     | Mánchester        | Aeropuerto de Mánchester                               |            |
| Reino Unido     | Newquay           | Aeropuerto de Newquay Cornwall                         |            |
| Reino Unido     | Teesside          | Aeropuerto Internacional de Teesside                   |            |
| República Checa | Praga             | Aeropuerto de Praga                                    |            |
| Suiza           | Ginebra           | Aeropuerto Internacional de Ginebra                    |            |

## Flota histórica

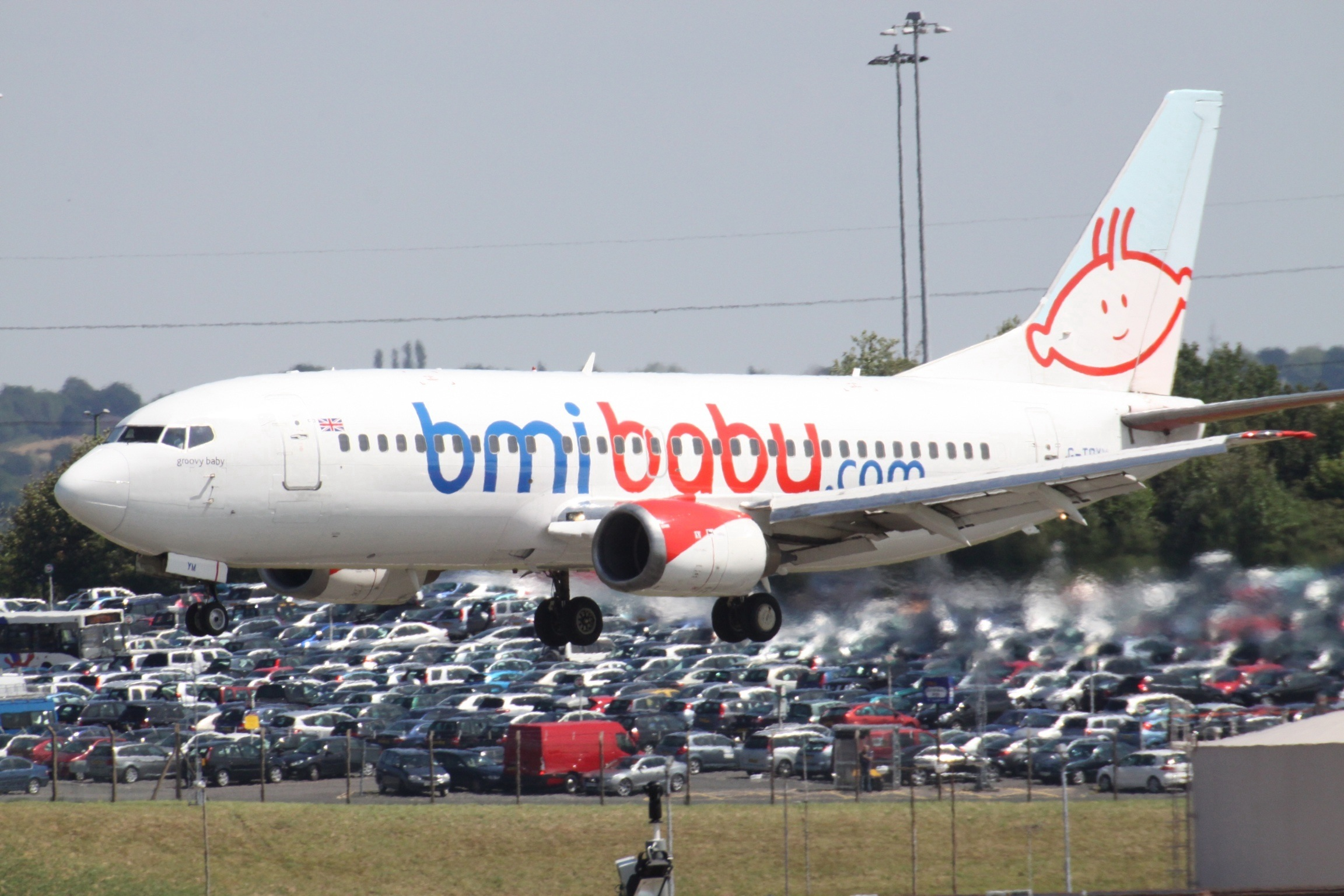
Boeing 737 de bmibaby

La flota de BMI Baby se compuso de las siguientes aeronaves:
| Aeronaves      | Total | Introducido | Retirado | Matrículas |
| -------------- | ----- | ----------- | -------- | --- |
| Boeing 737-300 | 19    | 2002        | 2012     | G-BYZJ, G-OBMP, G-TOYD, G-TOYA, G-TOYB, G-TOYC, G-TOYE, G-OGBD, G-OGBE, G-TOYI, G-TOYJ, G-ODSK, G-ECAS, G-TOYF, G-TOYH, G-TOYL, G-TOYK, G-TOYG y G-TOYM |
| Boeing 737-500 | 8     | 2002        | 2012     | G-BVKA, G-BVKC, G-BVZG, G-BVZH, G-BVZI, G-BVKD, G-BVZE y G-BVKB                                                                                         |

Durante el verano de 2007 los servicios establecidos fueron realizados por 19 de 21 aviones. Dichas aeronaves tienen su base en Birmingham (7), East Midlands (5), Mánchester (4) y Cardiff (3).
Todos los aviones incluyen en su nombre la palabra "baby", como por ejemplo, rock a bye baby o baby blue skies. El 25 de agosto de 2006 BMI Baby comenzó a patrocinar a la Elite Ice Hockey League, primera división de hockey sobre hielo en el Reino Unido. Precisamente uno de los aviones se llama ice ice baby. Para celebrar la inauguración en 2003 de las nuevas instalaciones de BmiBaby en Cardiff se celebró una competición escolar de hockey cuyo ganador dio nombre a un avión basado en esa ciudad galesa.